# Wapen van Dwingeloo

Het wapen van Dwingeloo bestaat uit een zilveren schild met een blauw kruis, met daarop de symbolische weergave van de havenzaten vertegenwoordigd door vier burchten met de zeven (later acht) dorpen in de gemeente met de korenaren van de voormalige gemeente Dwingeloo.
De omschrijving luidt: 
"In zilver een kruis van azuur, beladen met 8 korenaren van goud, geplaatst 1,1,4,1 en 1, en vergezeld van 4 burchten van keel, gevoegd, geopend en verlicht van sabel. Het schild gedekt door een gouden kroon van 3 bladeren en 2 parels."

## Geschiedenis
Van de havezaten zijn er nog maar twee over, Oldengaerde en Westrup. De korenaren hebben naast de symbolisering van het aantal dorpen ook de herinnering aan de agrarische inslag van de gemeente.
Op 30 juni 1898 werd het wapen aan Dwingeloo verleend met de volgende omschrijving:
"In zilver een kruis van lazuur, beladen met zeven korenaren van goud, geplaatst 1 in het hart van het schild, 4 op den paal en 2 op de dwarsbalk, en vergezeld van 4 burchten van keel, gevoegd, geopend en verlicht van sabel."
Op 26 juli 1963 werd het wapen van Dwingeloo gewijzigd: er werd een kroon toegevoegd; de omschrijving luidde als volgt:
"In zilver een kruis van azuur, beladen met zeven korenaren van goud, geplaatst 1,1,3,1 en 1, en vergezeld van 4 burchten van keel, gevoegd, geopend en verlicht van sabel. Het schild gedekt door een gouden kroon met drie bladeren en twee parels."
In 1985 werd het wapen voor de derde keer gewijzigd, er werd een extra korenaar voor Geeuwenbrug toegevoegd. Op 1 januari 1998 werd de gemeente Dwingeloo tijdens een gemeentelijke herindeling samengevoegd bij de gemeente Westerveld. Er werden geen elementen van het wapen opgenomen in het wapen van Westerveld.

## Afbeeldingen

Het wapen van 1898
Het wapen van 1963
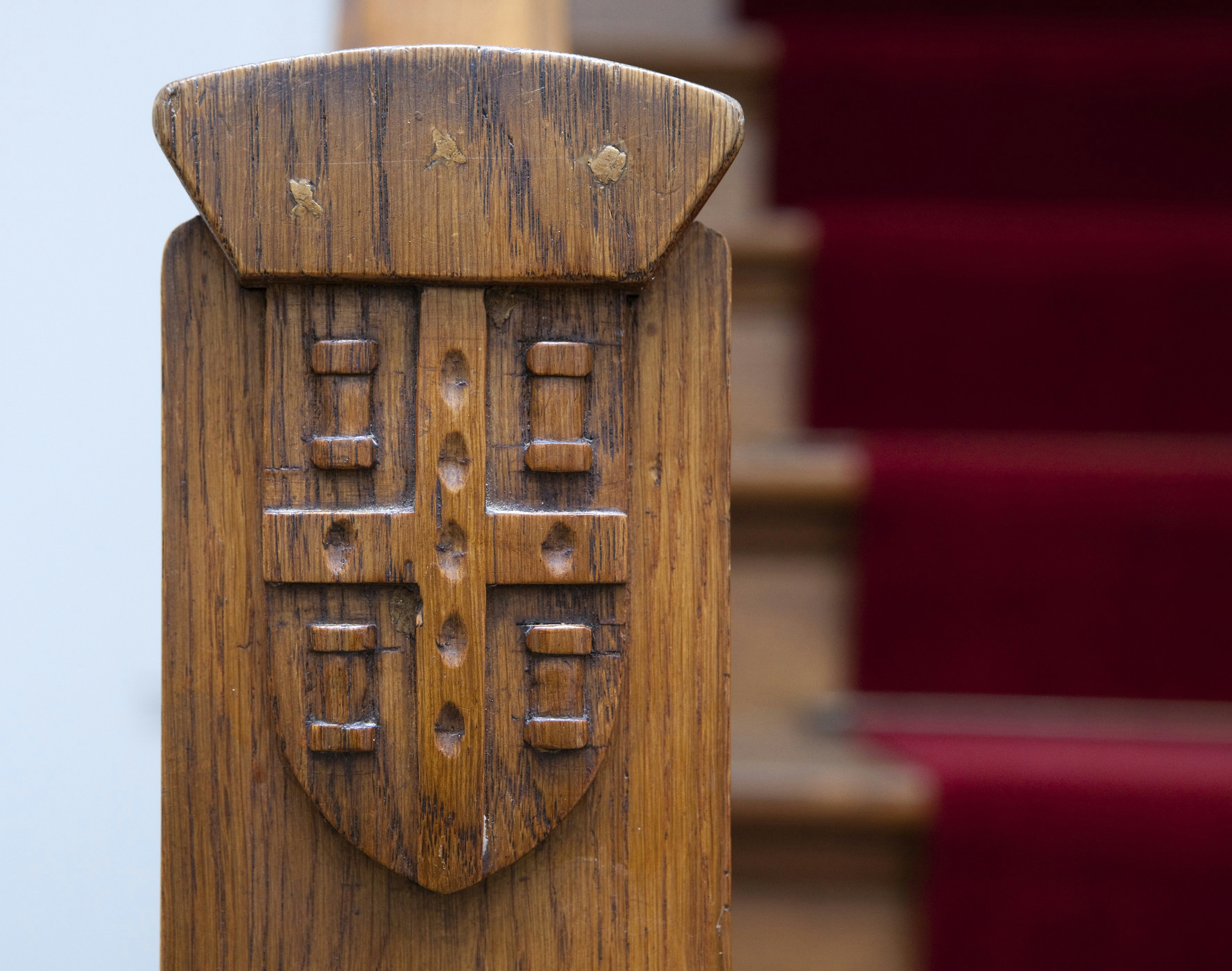
Gemeentewapen in een trappaal van het gemeentehuis
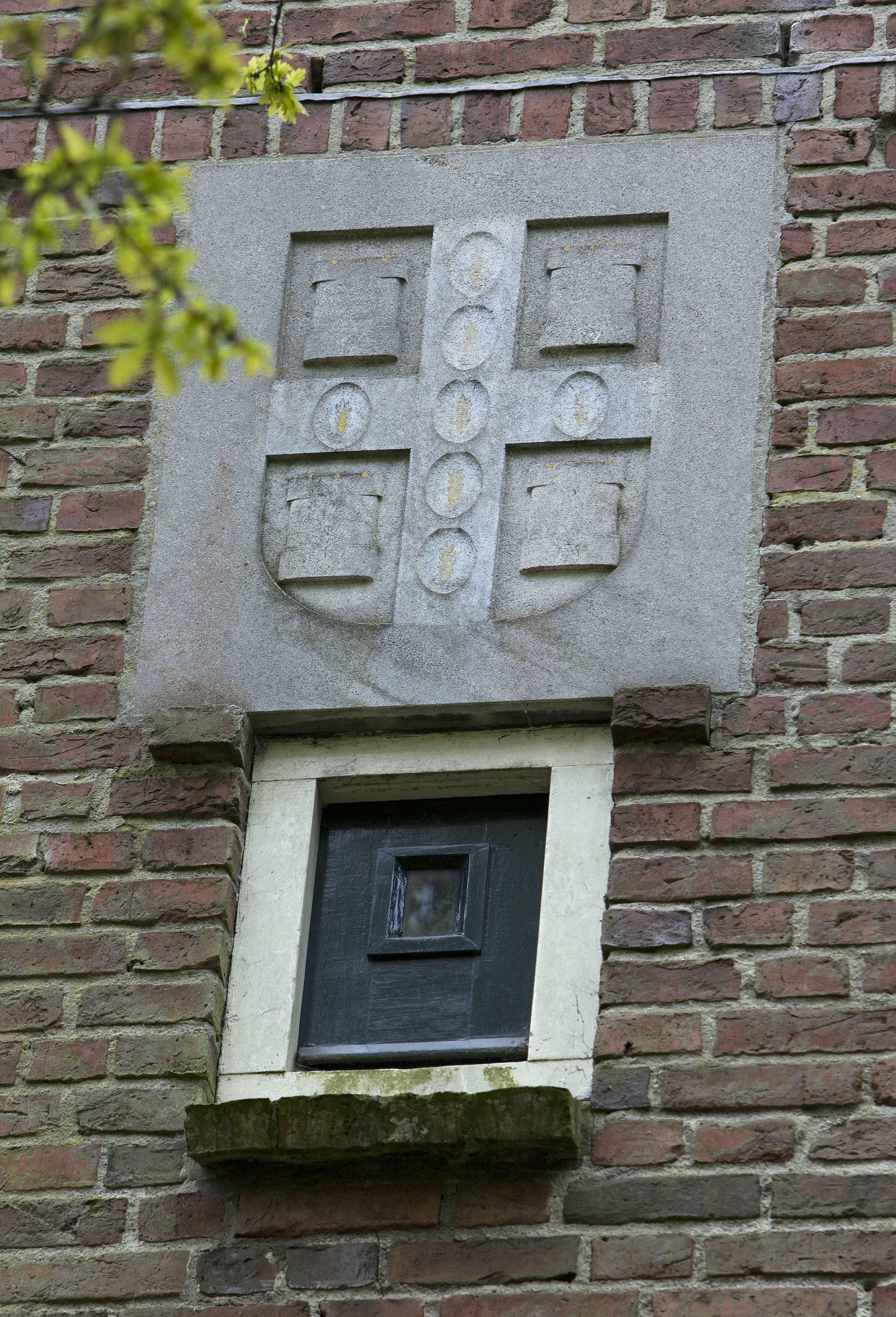
Het wapen in de topgevel van de voorgevel